# 2-е тысячелетие
2-е (второ́е) тысячеле́тие  по юлианскому / григорианскому календарю (с 15 октября 1582 года) — тысячелетие с 1 января 1001 года по 31 декабря 2000 года.  Оно закончилось 25 лет назад.
Для человечества оно характеризовалось крупнейшим скачком в техническом и социальном развитии по сравнению со всеми предыдущими тысячелетиями. Были совершены крупнейшие научные открытия (гелиоцентрическая система мира, классическая механика, теория относительности, периодический закон), изобретения (книгопечатание, самодвижущиеся машины, летательные аппараты, средства дистанционной связи, антибиотики), географические открытия (Америка, Австралия, Антарктида, покорены оба полюса и высочайшие вершины мира). Началось освоение космоса, человек впервые вышел за пределы Земли. Население человечества вышло из относительного равновесия многих тысячелетий и произошёл демографический взрыв, продолжающийся до наших дней.

## Историческая периодизация 2-го тысячелетия
- 1001—1300: Высокое Средневековье
- 1300—1500: Позднее Средневековье (открытие Америки)
- 1500—1640: I период Нового времени
- 1640—1918: II период Нового времени (конец Первой мировой войны)
- 1918—1945: I период Новейшего времени (конец Второй мировой войны)
- 1945—н.в. II период Новейшего времени

## Основные события
- 1054 год — Великий раскол
- 1066 год — Нормандское завоевание Англии[3]
- 1096—1291 года — Крестовые походы[4]
- 1207—1294 года — Монгольские завоевания
- 1400—1500 года — образование централизованных государств в Европе
- 1420—1580 года — Ренессанс
- 1453 год — Падение Константинополя[5]
- 1492 год — Открытие Америки, начало эпохи Великих географических открытий и колониализма
- 1517—1648 года — Реформация
- 1640—1649 года — Английская революция
- 1760—1840 года[6] — Промышленная революция
- 1775—1783 года — Война за независимость США
- 1789—1799 года — Великая французская революция
- 1803—1815 — Наполеоновские войны
- 1914—1918 года — Первая мировая война
- 1917 год — Февральская и Октябрьская революции в России
- 1922 год — образование СССР
- 1939—1945 года — Вторая мировая война
- 1946—1990 годы — Холодная война
- 1957—1969 — космическая гонка: первый искусственный спутник, первый пилотируемый космический полёт, высадка на Луну
- 1969 год — создание Интернета
- 1989—1991 годы — крах коммунизма: антикоммунистические революции в Восточной Европе, распад СССР

## Важные личности

### Правители и военачальники
- Вильгельм I — завоеватель Англии

В 2000 году нью-йоркский журнал «Тайм» объявил Чингисхана «человеком тысячелетия»

- Салах ад-Дин — султан Египта и Сирии, победивший крестоносцев во время Второго Крестового похода
- Чингисхан — основатель Монгольской империи, захвативший большую часть Азии
- Тамерлан — среднеазиатский военачальник и завоеватель
- Жанна д’Арк — национальная героиня Франции, полководец
- Фердинанд Арагонский — первый король единой Испании
- Иван III — великий князь Московский и всея Руси, объединитель России
- Оливер Кромвель — английский государственный деятель, лидер английской революции
- Пётр I — первый российский император
- Джордж Вашингтон — первый президент США
- Наполеон Бонапарт — император Франции в 1804—1815 годах, завоеватель
- Авраам Линкольн — 16-й президент США, победитель в Гражданской войне
- Отто фон Бисмарк — канцлер и основатель Германской империи
- Мустафа Кемаль Ататюрк — основатель Турецкой республики
- Владимир Ленин — российский революционер, основатель СССР
- Иосиф Сталин — правитель и диктатор СССР, командующий во Второй мировой войне[7]
- Уинстон Черчилль — премьер-министр Великобритании, командующий во Второй мировой войне
- Франклин Рузвельт — 32-й президент США, командующий во Второй мировой войне
- Адольф Гитлер — диктатор Германии, завоеватель, командующий во Второй мировой войне
- Махатма Ганди — борец за независимость Индии
- Мао Цзэдун — китайский революционер, создатель КНР

### Учёные и изобретатели

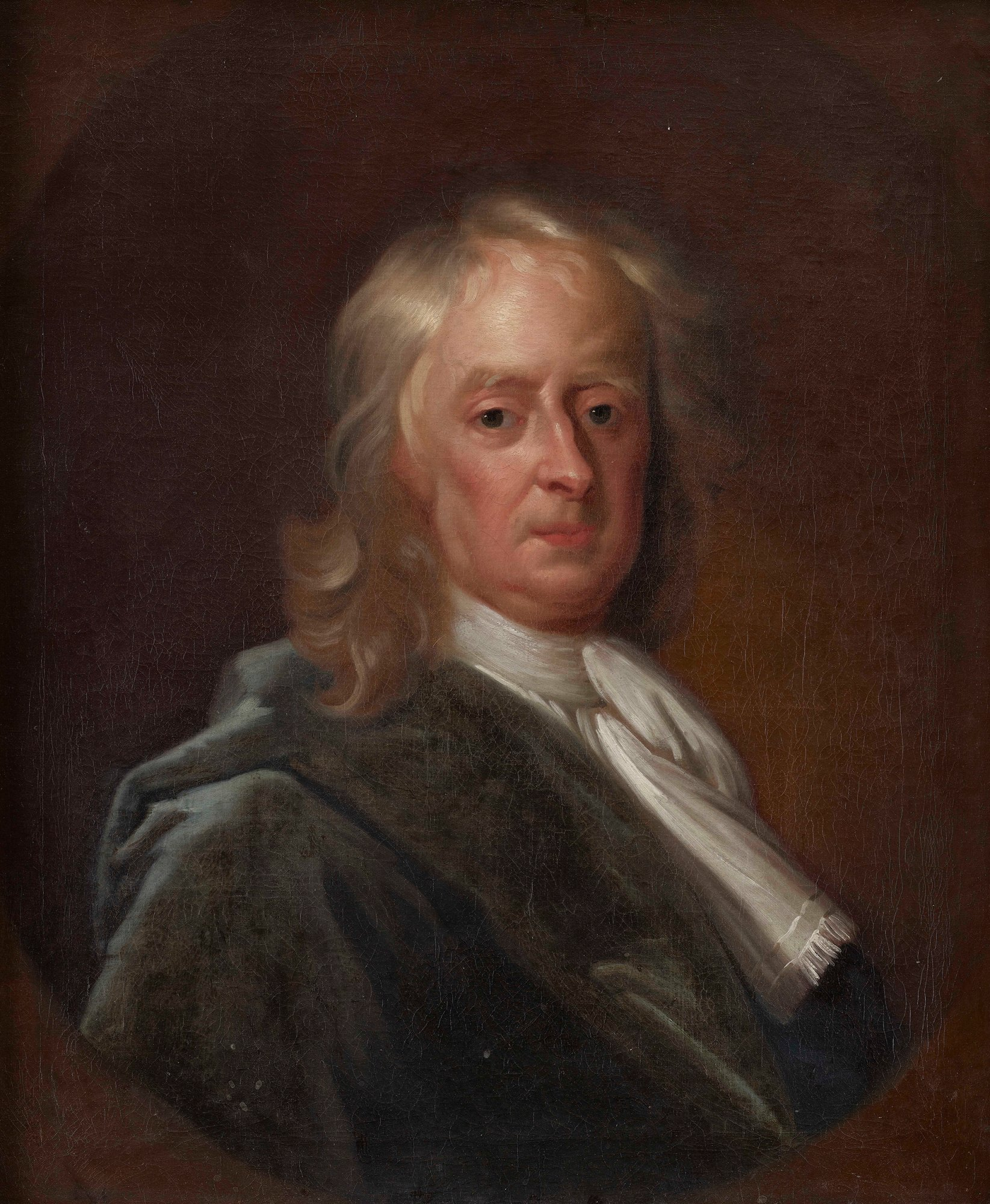
Исаак Ньютон

- Иоганн Гутенберг — изобретатель книгопечатания
- Галилео Галилей — астроном, доказавший гелиоцентрическую теорию.
- Исаак Ньютон — физик, открывший закон тяготения
- Чарльз Дарвин — биолог, автор теории эволюции.
- Карл Бенц и Готлиб Даймлер — изобретатели автомобиля
- Братья Райт — изобретатели самолёта
- Томас Эдисон — изобретатель, технологический магнат
- Никола Тесла — изобретатель
- Альберт Эйнштейн — физик-теоретик, один из основателей современной теоретической физики[8]
- Тим Бернерс-Ли и Роберт Кайо — создатели сети Интернет

### Деятели искусства
- Леонардо да Винчи — итальянский инженер и художник эпохи Возрождения
- Рафаэль Санти — итальянский живописец, один из ярчайших представителей искусства эпохи Высокого Возрождения
- Уильям Шекспир — драматург и поэт

### Религиозные деятели
- Мартин Лютер — религиозный деятель, основатель лютеранства и Реформации как таковой
- Жан Кальвин — французский теолог, полемист и пастор времён протестантской Реформации. Считается одним из основателей кальвинизма.

### Путешественники

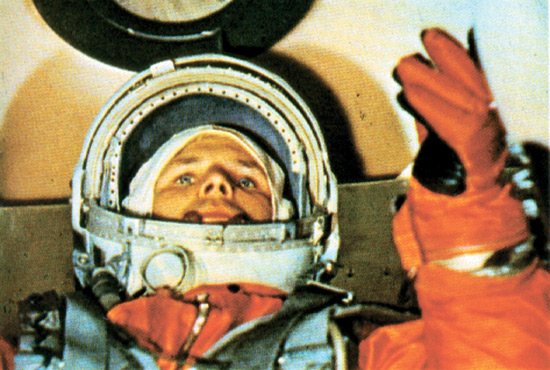
Юрий Гагарин

- Чжэн Хэ — адмирал империи Мин, путешественник, флотоводец и дипломат организовавший и возглавивший семь крупномасштабных морских военно-торговых экспедиций, посланных императорами Мин в страны Индокитая, Индостана, Аравийского полуострова и Восточной Африки.
- Христофор Колумб — испанский мореплаватель, открывший Америку
- Васко да Гама — мореплаватель, открывший морской путь из Европы в Индию.
- Фернан Магеллан — мореплаватель, руководитель первой экспедиции, совершившей кругосветное путешествие.
- Джеймс Кук — британский мореплаватель, открывший Австралию.
- Фаддей Беллинсгаузен и Михаил Лазарев — российские мореплаватели, открывшие Антарктиду
- Роберт Пири — руководитель экспедиции, первой покорившей Северный полюс.
- Руал Амундсен — руководитель экспедиции, первой покорившей Южный полюс.
- Эдмунд Хиллари и Тенцинг Норгей — первые альпинисты, покорившие Джомолунгму.
- Дон Уолш и Жак Пикар — первые люди, опустившиеся на дно Марианской впадины.
- Юрий Гагарин — человек, совершивший первый в истории космический полёт
- Нил Армстронг и Эдвин Олдрин — первые люди, побывавшие на Луне

## Культура

### Музыка
- Классики — Иоганн Бах, Амадей Моцарт, Людвиг ван Бетховен, Франц Шуберт, Фредерик Шопен, Михаил Глинка, Петр Чайковский, Сергей Рахманинов
- Джаз — Луи Армстронг, Фрэнк Синатра
- Рок — Элвис Пресли, Элтон Джон, Дэвид Боуи, the Beatles, Кино, Queen, The Rolling Stones, Pink Floyd, Nirvana
- Поп-музыка — Майкл Джексон, Мадонна, Уитни Хьюстон, ABBA, Боб Дилан, Modern Talking
- Рэп — Тупак, Snoop Dogg, 50 Cent, Eminem
- С 1956 года — конкурс эстрадной песни Евровидение
- С 1958 года — музыкальная премия Грэмми

### Кино
- Создатели — Братья Люмьер
- Фильмы — «Прибытие поезда на вокзал Ла-Сьота» (1896) — один из первых фильмов в истории, «Певец джаза» (1927) — первый звуковой фильм, «Бекки Шарп» (1934) — первый цветной фильм, «Трон» (1982) — первый фильм с использованием компьютерной графики, «Титаник» (1997) — самый кассовый фильм 2-го тысячелетия
- Режиссёры — Сергей Эйзенштейн, Альфред Хичкок, Стэнли Кубрик, Федерико Феллини, Мартин Скорсезе, Стивен Спилберг, Дэвид Линч, Квентин Тарантино, Леонид Гайдай, Эльдар Рязанов, Сергей Бондарчук
- Актёры — Чарли Чаплин, Мэрилин Монро, Морган Фримен, Сильвестр Сталлоне, Арнольд Шварценеггер, Армен Джигарханян, Юрий Никулин, Андрей Миронов
- С 1929 года — кинопремия Оскар

### Спорт
- С 1896 года — Олимпийские игры

## Климатические эпохи 2-го тысячелетия
- XI век—XIII век: Средневековый климатический оптимум
- XIV век—XIX век: Малый ледниковый период
- XX век: Глобальное потепление